# Анрі П'єрон
Анрі П'єрон (фр. Henri Piéron;* 18 липня 1881, Париж — † 6 листопада 1964) — французький психолог, один із основоположників французької експериментальної та фізіологічної психології.

## Освіта
Навчався у Сорбонні у Теодюля Рібо та П'єра Жане.

## Професійна діяльність
Читав лекції з психології у Вищій практичній школі. З 1912 став наступником Біне на посаді директора психологічної лабораторії Сорбонни, на основі якої у 1921 заснував Паризький інститут психології. У 1923 році  став професором Колеж де Франс.
У 1928 заснував Національний інститут праці та профорієнтації та психологічні лабораторії з дослідження дитини при Вищій практичній школі.

## Внесок у науку
Заснував французьку школу об’єктивного дослідження психіки (psychologie du comportement) за аналогією з американським біхевіоризмом
На початковому етапі своєї діяльності розглядав психологію як біологічну науку про поведінку людини та тварин. Її основним методом дослідження є фізіологічний, гістологічний та морфологічний аналіз мозку. При цьому відштовхувався від концепції французького біолога Клода Бернара про сталість внутрішнього середовища організму. Всі психічні явища розглядав як функціональні елементи пристосувальної поведінки в певному середовищі. Говорив, що соціальний вплив може змінювати форми біологічної поведінки й породжувати нові форми соціальної поведінки, наприклад, вербальну.
Стрижень психічного життя – індивідуальний «досвід», переробка та використання якого, а також закони роботи психічних функцій (мислення, сприйняття та інші) ґрунтуються на рефлексі, нервовій асоціації.
В подальшому, під впливом французької соціологічної школи, П'єрон звернув увагу на роль соціальних впливів на психічні функції, але при дослідженні окремих психологічних механізмів не враховував конкретної соціально-психологічної ситуації, в якій відбувається діяльність індивіда.
Основні праці П'єрона присвячені психофізіології відчуттів, займався також питаннями філогенезу психіки, мозкової локалізації психічних функцій та ін.
Розвивав концепцію психології як науки про поведінку організмі в умовах єдності зовнішнього середовища та внутрішніх умов. Відстоював принципи природничого напрямку в різноманітних галузях психології. Вважав, що психофізика без психофізіології не має майбутнього. Доводив неґрунтовність закону Вебера-Фехнера оскільки він не розповсюджується на дуже слабкі чи дуже сильні подразники. Стояв на засадах соціальної детермінації психічної еволюції.

### Курси, які викладав у Колеж де Франс з 1923 по 1951 роки
- Закони сприйняття часу \ Lois du temps des sensations.
- Теорія зору \ Théories de la vision.
- Механізми сприйняття світла та кольору \ Mécanismes de la vision lumineuse et chromatique.
- Психофізіологічні проблеми сприйняття \ Problèmes psychophysiologiques de la perception.
- Чутливість шкіри \ Sensibilités cutanées.
- Афективні сенсорні реакції: біль \ Réactions sensorielles affectives : la douleur.
- Функції слуху \ Fonction auditive.
- Теорія слуху \ Théories de l'audition.
- Основи сенсорної моторики \ Bases sensitives de l'activité motrice.
- Просторове бачення \ Vision spatiale.
- Якісні та кількісні аспекти сприйняття \ Aspects qualitatifs et quantitatifs de la sensation.
- Час сенсорної реакції та затримки \ Temps de réaction et latences sensorielles.
- Хімічна чутливість \ Sensibilités chimiques.
- Порушення сприйняття світла та загальні проблеми зору \ Excitation lumineuse et problèmes généraux de la sensation visuelle.
- Еволюція зорового сприйняття \ Évolution temporelle des sensations visuelles.
- Сенсорне сприйняття тварин \ Réceptions sensorielles des animaux.
- Вищі етапи сенсорної еволюції безхребетних \ Stades supérieurs de l'évolution sensorielle des Invertébrés.
- Особливості сприйняття хребетних \ Fonctions sensorielles des Vertébrés.
- Сприйняття кольору \ Vision des couleurs.
- Механізми сприйняття кольору \ Mécanisme de la vision chromatique.
- Поняття рівня чутливості \ Notion d'échelon de sensation.
- Рефлексивна чутливість та перцептивна реакція \ Sensibilités réflexogènes et réactions perceptives.
- Роль мозку в перцептивних реакціях \ Substrat cérébral des réactions perceptives.
- Внутрішні відчуття \ Sensibilités internes.
- Пізнання простору \ Connaissance de l'espace.
- Відомості про сенсорну енергію \ Données actuelles sur l'énergétique sensorielle.
- Оцінка інтенсивності почуттів \ Estimation des intensités de sensation.
- Функції патологій сприйняття в психофізіології \ Les données que la pathologie sensorielle fournit à la psychophysiologie[8].

### Основні праці
- 1904 Інструменти експериментальної психології \ Technique de psychologie expérimentale. Paris.
- 1913 Психологічні проблеми сну \ Le Problème physiologique du sommeil. Paris.
- 1923 Мозок та мислення \ Le Cerveau et la pensée, 2nd ed. Paris.
- 1929 Еволюція пам'яті \ L’évolution de la mémoire. Paris.
- 1958 З актинії в людину \ De l’actinie à l’homme, vol. 1. Paris.
- 1960 Експериментальна психологія (книга) \ Psychologie expérimentale, 8th ed. Paris.
- 1960 Відчуття (книга) \ The Sensation, 3rd ed. London.
- 1967 Людина, але не людина \ L’homme, rien que l’homme. Paris.